# Itamarandiba (ort)
Itamarandiba är en ort i Brasilien.   Den ligger i kommunen Itamarandiba och delstaten Minas Gerais, i den sydöstra delen av landet, 600 km öster om huvudstaden Brasília. Itamarandiba ligger 907 meter över havet och antalet invånare är 18 063.
Terrängen runt Itamarandiba är kuperad söderut, men norrut är den platt.
Omgivningarna runt Itamarandiba är huvudsakligen savann. Runt Itamarandiba är det glesbefolkat, med 13 invånare per kvadratkilometer.